# Nikolaï Lipkine
Nikolaï Lipkine (en russe : Николай Липкин, né le 20 mai 1985 à Kassimov), est un céiste russe pratiquant la course en ligne.

## Palmarès

### Championnats du Monde
- 2005 à Zagreb,  Croatie
  -  Médaille d'or en C-2 200 m
- 2006 à Szeged,  Hongrie
  -  Médaille d'or en C-1 200 m
- 2007 à Duisbourg,  Allemagne
  -  Médaille d'argent en C-4 200 m
- 2009 à Dartmouth,  Canada
  -  Médaille d'or en C-1 4 x 200 m
  -  Médaille d'argent en C-1 200 m
  -  Médaille d'argent en C-1 500 m
  -  Médaille d'argent en C-4 200 m
  -  Médaille de bronze en C-21 000 m
- 2010 à Poznań,  Pologne
  -  Médaille d'or en C-1 4 x 200 m

### Championnats d'Europe
- 2009 à Brandebourg  Allemagne
  -  Médaille d'or en C-1 4*200 m
  -  Médaille d'or en C-4 200 m
  -  Médaille d'argent en C-21 000 m